# Министр иностранных дел Бангладеш
Министр иностранных дел Бангладеш — министерский пост в правительстве Бангладеш, отвечающий за внешнюю политику, глава министерства иностранных дел Бангладеш. Пост учреждён в 1971 году после провозглашения независимости Бангладеш. Ныне этот пост занимает А. К. Абдул Момен.

## Министры иностранных дел Бангладеш с 1971 года
- Хундакар Муштак Ахмед — (апрель — 22 декабря 1971);
- Абдус Самад Азад — (22 декабря 1971 — 16 марта 1973);
- Камаль Хуссайн — (16 марта 1973 — август 1975);
- Чоудхури Абу Сайед — (август — 5 ноября 1975);
- Абу Садат Мухаммед Сайем — (10 ноября 1975 — 25 марта 1977);
- Мухаммед Шамсул Хак — (25 марта 1977 — 1 мая 1981);
- Хумаюн Рашид Чоудхури — (1 мая 1981 — май 1982);
- Атауль Карим — (май — 1 июня 1982);[1]
- Аминур Рахман Шамс-уд Доха — (1 июня 1982 — 22 июня 1984);
- Хуссейн Мухаммад Эршад — (22 июня 1984 — 10 ноября 1985);
- Хумаюн Рашид Чоудхури — (10 ноября 1985 — 10 декабря 1988);
- Анисул Ислам Махмуд — (10 декабря 1988 — 9 декабря 1990);
- Фахруддин Ахмед — (9 декабря 1990 — 20 марта 1991);
- Мустафисур Рахман — (20 марта 1991 — 29 марта 1996);
- Мухаммед Хабибур Рахман — (3 апреля — 23 июня 1996);
- Абдус Самад Азад — (29 июня 1996 — 16 июля 2001);
- Латифур Рахман — (16 июля — 10 октября 2001);
- Бадруддоза Чоудхури — (10 октября — 14 ноября 2001);
- Моршед Хан — (16 ноября 2001 — 1 ноября 2006);
- Яджуддин Ахмед — (1 ноября 2006 — 12 января 2007);
- Фахруддин Ахмед — (12 — 18 января 2007);
- Ифтекхар Ахмед Чоудхури — (18 января 2007 — 6 января 2008);
- Дипу Мони — (6 января 2008 — 20 ноября 2013);
- Абул Хасан Махмуд Али — (20 ноября 2013 — 7 января 2019);
- А. К. Абдул Момен — (7 января 2019 — н. в.).